# Caesalpinia tortuosa
Caesalpinia tortuosa är en ärtväxtart som beskrevs av William Roxburgh. Caesalpinia tortuosa ingår i släktet Caesalpinia och familjen ärtväxter. Inga underarter finns listade i Catalogue of Life.